# Десантные катера проекта CTM NG
Десантные катера проекта CTM NG — серия десантных катеров, предназначенных для первого десантного вертолетоносного корабля-дока (ДВКД) типа «Мистраль» — «Владивосток», построенного по заказу ВМФ России на верфях STX в Сен-Назере.

## Описание проекта
Проект десантных катеров CTM NG (фр. chaland de transported materiel de nouvelle generation) разработан на основе проекта французских десантных катеров СТМ (фр. chaland de transported materiel). Два последних слова в названии катеров российского заказа в переводе с французского означают, что речь идёт о катерах «нового поколения».
Несмотря на то, что все катера созданы по одной концепции, российские крупней французских: у первых длина 27 метров и ширина 7 метров, у вторых аналогичные показатели составляют 23 и 6, 3 метра.
Еще одно новшество: катера снабжены двумя рампами для высадки десанта: носовой и кормовой, что даёт им более широкие возможности по маневрированию. Катера типа CTM NG будут лучше приспособлены к действиям в условиях сильной качки, а их скорость составит до 20 узлов — в два раза больше, чем у «французов».

## Представители проекта
В настоящее время строится четыре катера данного проекта. Первый катер спущен на воду. Все катера планируется передать России до октября 2014 года. В связи с отказом Франции от поставки УДК типа "Мистраль" передача не произошла. предположительно, проданы Египту вместе с вышеназванными УДК.